# Президентские выборы в Южной Корее (2017)
Внеочередные президентские выборы в Республике Корея 2017 года прошли 9 мая и стали 19-ми со времени образования республики и 7-ми выборами со времени демократизации и возникновения Шестой республики. Очередные выборы должны были состояться 20 декабря 2017 года, президент Пак Кын Хе не могла переизбираться. Однако, в результате импичмента, объявленного ей парламентом 9 декабря 2016 года, досрочные выборы должны были пройти в течение 240 дней. Временно исполняющим обязанности президента с этого времени был назначен премьер-министр Хван Гёан. Конституционный суд единогласно утвердил решение парламента об импичменте 10 марта 2017 года.

## Контекст выборов
Пак Кын Хе из консервативной партии Сэнури выиграла выборы 2012 года и сменила на посту президента своего однопартийца Ли Мёнбака.
Однако в 2016 году партия Санури проиграла парламентские выборы оппозиции, включавшей либеральные Совместную демократическую партию и Народную партию, которая получила большинство мест Национального собрания. Считалось, что в результате проигрыша её партии президент Пак, оставшаяся без парламеннтской поддержки, стала т. н. хромой уткой. По существующему в Южной Корее закону президент может находиться на посту только один срок и, таким образом, Пак в любом случае не могла переизбираться в 2017 году. Газета «Нихон кэйдзай симбун» отмечала, что «в свете её разгромного поражения противники почувствовали первоочередную возможность завершить смену власти на выборах в декабре 2017 года». В то же время «Корея таймс» отмечала, что «драма сделок и борьба за власть в следующем году уже началась».

### Импичмент
9 декабря 2016 года в результате коррупционного скандала Пак был объявлен импичмент после того, как за него проголосовало 234 депутата при 56 — против. Пак была формально смещена с поста президента, когда Конституционный суд единогласно подтвердил решение парламента 10 марта 2017 года. До президентских выборов президентские обязанности исполнял премьер-министр Хван Гёан.

## Результаты
|                                               | Мун Чжэ Ин                          | Демократическая партия                 | 13 423 800 | 41,09  |
|                                               | Хон Джун Пхё                        | Свободная Корея                        | 7 852 849  | 24,03  |
|                                               | Ан Чхоль Су                         | Народная партия                        | 6 998 342  | 21,41  |
|                                               | Ю Сын Мин                           | Правильная партия                      | 2 287 458  | 6,76   |
|                                               | Сим Сан Чжон                        | Партия справедливости                  | 2 238 771  | 6,17   |
|                                               | Чо Вон Джин                         | Сэнури                                 | 42 949     | 0,13   |
|                                               | Ким Мин Чан                         | Независимый                            | 33 990     | 0,10   |
|                                               | Ким Сун Дон                         | Народная объединённая партия           | 27 229     | 0,08   |
|                                               | Чан Сон Мин                         | Партия великого национального единства | 21 709     | 0,07   |
|                                               | Юн Хон Сик                          | Хонгик                                 | 18 543     | 0,06   |
|                                               | Ли Кён Хи                           | Корейская националистическая партия    | 11 355     | 0,03   |
|                                               | Ли Джэ О                            | Вечнозелёная Корея                     | 9 140      | 0,03   |
|                                               | О Ён Гук                            | Корейская экономическая партия         | 6 040      | 0,02   |
|                                               |                                     |                                        |            |        |
| Действительных голосов                        | Действительных голосов              | Действительных голосов                 | 32 672 175 | 99,59  |
| Недействительных голосов                      | Недействительных голосов            | Недействительных голосов               | 135 733    | 0,41   |
| Всего голосов                                 | Всего голосов                       | Всего голосов                          | 32 807 908 | 100,00 |
| Зарегистрированных избирателей/Явка           | Зарегистрированных избирателей/Явка | Зарегистрированных избирателей/Явка    | 42 479 710 | 77,23  |
| Источник: Национальная избирательная комиссия |                                     |                                        |            |        |